# Meridiano 158 W
O meridiano 158 W é um meridiano que, partindo do Polo Norte, atravessa o Oceano Ártico, América do Norte, Oceano Pacífico, Oceano Antártico, Antártida e chega ao Polo Sul. Forma um círculo máximo com o Meridiano 22 E.
Começando no Polo Norte, o meridiano 158º Oeste tem os seguintes cruzamentos:
| País, território ou mar | Notas |
| ----------------------- | --- |
| Oceano Ártico           | |
| Mar de Chukchi          | |
| Estados Unidos          | Alasca |
| Mar de Bering           | Baía de Bristol |
| Estados Unidos          | Península do Alasca, Alasca |
| Oceano Pacífico         | Passa a oeste da Ilha Nakchamik, Alasca, Estados Unidos · Passa a leste de Castle Cape, Península do Alasca, Estados Unidos · Passa a leste da Ilha Chankliut, Alasca, Estados Unidos |
| Estados Unidos          | Ilha Oahu, Havai |
| Oceano Pacífico         | Passa a oeste da ilha Kiritimati, Kiribati |
| Ilhas Cook              | Ilha Penrhyn |
| Oceano Pacífico         | Passa entre as ilhas Takutea e Mitiaro, Ilhas Cook · Passa a leste da ilha Atiu, Ilhas Cook · Passa a oeste da ilha Mangaia, Ilhas Cook                                               |
| Oceano Antártico        | |
| Antártida               | Dependência de Ross, reivindicada pela Nova Zelândia |